# Nässjö HC
Nässjö HC, bildad 1959, är en ishockeyklubb i Nässjö i Sverige. Klubben spelar i Division II, och klubben har haft flera kända spelare.

## Kända spelare i NHC
- Jens Blixt, som har spelat i Allsvenskan för klubben Rögle BK.
- TV-pucken-profilerna för Småland vinståret 2007, Jesper Fasth som avgjorde finalen och Viktor Fransson har Nässjö HC som moderklubb, likaså John Friberg som var med och tog hem guldet till Småland i 2008 års Tv-puck.